# Liste der Flughäfen und Flugplätze in Myanmar

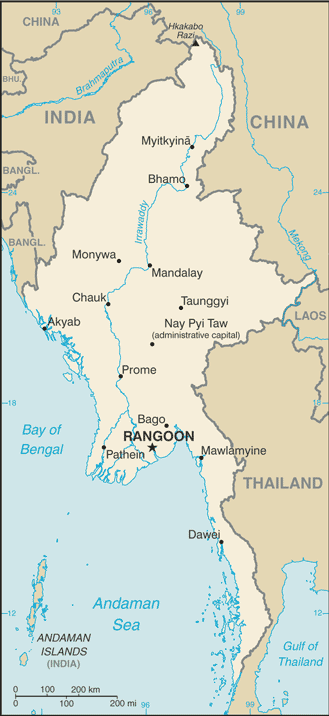
Karte von Burma (Myanmar)

Die Liste der Flughäfen in Myanmar zeigt die Flughäfen und Flugplätze des asiatischen Staates Myanmar, geordnet nach Orten.
Namen in Fettschrift zeigen regelmäßigen Linienverkehr an.
| Ort                      | Provinz                  | ICAO-Code                | IATA-Code                | Name des Flugplatzes                         | Koordinaten                  |
| Internationale Flughäfen | Internationale Flughäfen | Internationale Flughäfen | Internationale Flughäfen | Internationale Flughäfen                     | Internationale Flughäfen     |
| ------------------------ | ------------------------ | ------------------------ | ------------------------ | -------------------------------------------- | ---------------------------- |
| Mandalay / Tada-U        | Mandalay-Region          | VYMD                     | MDL                      | Flughafen Mandalay                           | 21° 42′ 7″ N, 95° 58′ 40″ O  |
| Rangun                   | Yangon-Region            | VYYY                     | RGN                      | Flughafen Rangun                             | 16° 54′ 26″ N, 96° 7′ 59″ O  |
| Naypyidaw                | Mandalay-Region          | VYNT                     | NYT                      | Flughafen Naypyidaw                          | 19° 37′ 24″ N, 96° 12′ 3″ O  |
| Bago                     | Bago-Region              |                          |                          | Flughafen Hanthawaddy (Im Bau)               | 17° 18′ 4″ N, 96° 25′ 41″ O  |
| Mawlamyine               | Mon-Staat                |                          |                          | Flughafen Mawlamyine (geplant)               |                              |
| Regionalflugplätze       |                          |                          |                          |                                              |                              |
| Anisakan                 | Mandalay-Region          | VYAS                     |                          | Flugplatz Anisakan                           | 21° 57′ 19″ N, 96° 24′ 21″ O |
| Ann                      | Rakhaing-Staat           | VYAN                     | VBA                      | Flughafen Ann                                | 19° 46′ 8″ N, 94° 1′ 34″ O   |
| Bagan / Nyaung U         | Mandalay-Region          | VYBG                     | NYU                      | Flughafen Nyaung U                           | 21° 10′ 43″ N, 94° 55′ 48″ O |
| Bhamo (Banmaw)           | Kachin-Staat             | VYBM                     | BMO                      | Flughafen Bhamo                              | 24° 16′ 15″ N, 97° 14′ 49″ O |
| Nogmung                  | Kachin-Staat             | VYNM                     | N0M                      | Flughafen Nogmung                            | 27° 30′ 0″ N, 97° 49′ 0″ O   |
| Bokpyin                  | Tanintharyi-Region       | VYBP                     |                          | Flughafen Bokpyin                            | 11° 8′ 58″ N, 98° 44′ 10″ O  |
| Dawei (Tavoy)            | Tanintharyi-Region       | VYDW                     | TVY                      | Flughafen Dawei                              | 14° 6′ 13″ N, 98° 12′ 13″ O  |
| Gangaw                   | Magwe-Region             | VYGG                     | GAW                      | Flughafen Gangaw                             | 22° 10′ 29″ N, 94° 8′ 4″ O   |
| Gwa                      | Rakhaing-Staat           | VYGW                     | GWA                      | Flughafen Gwa                                | 17° 36′ 0″ N, 94° 34′ 59″ O  |
| Heho                     | Shan-Staat               | VYHH                     | HEH                      | Flughafen Heho                               | 20° 44′ 49″ N, 96° 47′ 31″ O |
| Homalin                  | Sagaing-Region           | VYHL                     | HOX                      | Flughafen Homalin                            | 24° 53′ 58″ N, 94° 54′ 50″ O |
| Hpa-an                   | Kayin-Staat              | VYPA                     | PAA                      | Flugplatz Hpa-An                             | 16° 53′ 37″ N, 97° 40′ 28″ O |
| Hpapun                   | Kayin-Staat              | VYPP                     | PPU                      | Flughafen Hpapun                             | 18° 4′ 0″ N, 97° 26′ 59″ O   |
| Kalay                    | Sagaing-Region           | VYKL                     | KMV                      | Flughafen Kalaymyo                           | 23° 11′ 19″ N, 94° 3′ 3″ O   |
| Kawthaung                | Tanintharyi-Region       | VYKT                     | KAW                      | Flughafen Kawthaung                          | 10° 2′ 57″ N, 98° 32′ 16″ O  |
| Kengtung                 | Shan-Staat               | VYKG                     | KET                      | Flughafen Kengtung                           | 21° 18′ 5″ N, 99° 38′ 9″ O   |
| Khamti                   | Sagaing-Region           | VYKI                     | KHM                      | Flughafen Khamti                             | 25° 59′ 18″ N, 95° 40′ 28″ O |
| Kyaukpyu                 | Rakhaing-Staat           | VYKP                     | KYP                      | Flughafen Kyaukpyu                           | 19° 25′ 35″ N, 93° 32′ 5″ O  |
| Kyauktu                  | Magwe-Region             | VYKU                     | KYT                      | Flughafen Kyauktu                            | 21° 24′ 45″ N, 94° 8′ 31″ O  |
| Kyauktu                  | Magwe-Region             | VYXG                     |                          | Flughafen Kyauktu South                      | 21° 24′ 26″ N, 94° 7′ 31″ O  |
| Lanywa                   | Magwe-Region             | VYLY                     |                          | Flughafen Lanywa                             | 20° 56′ 25″ N, 94° 49′ 21″ O |
| Lashio                   | Shan-Staat               | VYLS                     | LSH                      | Flughafen Lashio                             | 22° 58′ 40″ N, 97° 45′ 7″ O  |
| Loikaw                   | Kayah-Staat              | VYLK                     | LIW                      | Flughafen Loikaw                             | 19° 41′ 29″ N, 97° 12′ 53″ O |
| Magwe                    | Magwe-Region             | VYMW                     | MWQ                      | Flughafen Magwe                              | 20° 9′ 56″ N, 94° 56′ 28″ O  |
| Manaung                  | Rakhaing-Staat           | VYMN                     | MGU                      | Flughafen Manaung                            | 18° 50′ 45″ N, 93° 41′ 20″ O |
| Mandalay                 | Mandalay-Region          | VYCZ                     | VBC                      | Flughafen Mandalay Chanmyathazi              | 21° 56′ 25″ N, 96° 5′ 22″ O  |
| Mawlamyine (Mawlamyaing) | Mon-Staat                | VYMM                     | MNU                      | Flughafen Mawlamyaing (Flughafen Mawlamyine) | 16° 26′ 41″ N, 97° 39′ 38″ O |
| Momeik                   | Shan-Staat               | VYMO                     | MOE                      | Flughafen Momeik                             | 23° 5′ 33″ N, 96° 38′ 42″ O  |
| Mong Ton (Mong-Tong)     | Shan-Staat               | VYMT                     | MGK                      | Flughafen Mong Ton                           | 20° 17′ 48″ N, 98° 53′ 56″ O |
| Mong Hsat (Monghsat)     | Shan-Staat               | VYMS                     | MOG                      | Flughafen Monghsat (Flughafen Mong Hsat)     | 20° 31′ 0″ N, 99° 15′ 24″ O  |
| Monywa (Monywar)         | Sagaing-Region           | VYMY                     | NYW                      | Flugplatz Monywa (Flugplatz Monywar)         | 22° 13′ 26″ N, 95° 7′ 37″ O  |
| Myeik (Mergui)           | Tanintharyi-Region       | VYME                     | MGZ                      | Flughafen Myeik                              | 12° 26′ 23″ N, 98° 37′ 17″ O |
| Myitkyina                | Kachin-Staat             | VYMK                     | MYT                      | Flughafen Myitkyina                          | 25° 23′ 1″ N, 97° 21′ 6″ O   |
| Namsang                  | Shan-Staat               | VYNS                     | NMS                      | Flughafen Namsang                            | 20° 53′ 25″ N, 97° 44′ 9″ O  |
| Namtu                    | Shan-Staat               | VYNT                     | NMT                      | Flughafen Namtu                              | 23° 4′ 58″ N, 97° 22′ 58″ O  |
| Pakokku                  | Magwe-Region             | VYPU                     | PKK                      | Flughafen Pakokku                            | 21° 24′ 27″ N, 95° 6′ 47″ O  |
| Pathein (Bassein)        | Irawadi-Region           | VYPN                     | BSX                      | Flughafen Pathein (Flughafen Bassein)        | 16° 48′ 54″ N, 94° 46′ 47″ O |
| Pauk                     | Magwe-Region             | VYPK                     | PAU                      | Flugplatz Pauk                               | 21° 26′ 57″ N, 94° 29′ 13″ O |
| Putao                    | Kachin-Staat             | VYPT                     | PBU                      | Flughafen Putao                              | 27° 19′ 47″ N, 97° 25′ 34″ O |
| Pyay (Prome)             | Bago-Region              | VYPY                     | PRU                      | Flughafen Pyay (Flughafen Prome)             | 18° 49′ 28″ N, 95° 15′ 57″ O |
| Sittwe (Akyab)           | Rakhaing-Staat           | VYSW                     | AKY                      | Flughafen Sittwe (Flughafen Akyab)           | 20° 7′ 57″ N, 92° 52′ 21″ O  |
| Falam (Surbung)          | Rakhaing-Staat           | VYFS                     | SUR                      | Flugplatz Surbung (Flugplatz Falam)          | 22° 56′ 21″ N, 93° 36′ 55″ O |
| Tachileik (Tachilek)     | Shan-Staat               | VYTL                     | THL                      | Flughafen Tachilek (Flughafen Tachileik)     | 20° 29′ 1″ N, 99° 56′ 7″ O   |
| Thandwe (Sandoway)       | Rakhaing-Staat           | VYTD                     | SNW                      | Flughafen Thandwe (Flughafen Sandoway)       | 18° 27′ 38″ N, 94° 18′ 0″ O  |
| Tilin                    | Magwe-Region             | VYHN                     | TIO                      | Flughafen Tilin                              | 21° 42′ 0″ N, 94° 5′ 59″ O   |
| Ye                       | Mon-Staat                | VYYE                     | XYE                      | Flughafen Ye                                 | 15° 18′ 3″ N, 97° 51′ 50″ O  |

| Ort               | Provinz           | ICAO-Code         | IATA-Code         | Name des Flugplatzes       | Koordinaten                  |
| Militärflugplätze | Militärflugplätze | Militärflugplätze | Militärflugplätze | Militärflugplätze          | Militärflugplätze            |
| ----------------- | ----------------- | ----------------- | ----------------- | -------------------------- | ---------------------------- |
| Hmawbi (Hmawby)   | Yangon-Region     | VYHB              |                   | Hmawbi Air Base            | 17° 7′ 29″ N, 96° 4′ 21″ O   |
| Kokosinseln       | Yangon-Region     | VYCI              |                   | Flughafen Große Kokosinsel | 14° 8′ 29″ N, 93° 22′ 6″ O   |
| Meiktila          | Mandalay-Region   | VYML              |                   | Meiktila Air Base          | 20° 53′ 26″ N, 95° 53′ 24″ O |
| Meiktila          | Mandalay-Region   | VYST              |                   | Shante Air Base            | 20° 56′ 30″ N, 95° 54′ 52″ O |
| Myitkyina         | Kachin-Staat      | VYNP              |                   | Nampong Air Base           | 25° 21′ 15″ N, 97° 17′ 42″ O |
| Taungoo           | Bago-Division     | VYTO              | TGO               | Taungoo Air Base           | 19° 1′ 48″ N, 96° 25′ 0″ O   |
| Namsang           | Shan-Staat        |                   | NSG               | Namsang Air Base           | 20° 53′ 20″ N, 97° 44′ 10″ O |